# 2012年東京都知事選挙
2012年東京都知事選挙（2012ねんとうきょうとちじせんきょ）は、2012年（平成24年）12月16日に執行された東京都知事選挙である。
前職の石原慎太郎から後継指名された前東京都副知事の猪瀬直樹が圧倒的多数の得票数で当選を果たした。

## 概要
第二次世界大戦後、東京都知事が民選による選出という形式を採るようになって以降、1947年から2011年まで統一地方選挙に内包する形で執行されて来たが、初めて統一地方選挙から離脱する形での選挙執行となった。
2012年8月8日、野田佳彦首相が、自民党が要求した衆議院解散の確約について「近いうちに国民の信を問う」と発言。これにより、消費増税関連法案成立後の遠くない時期に解散総選挙が行われるとの観測が一気に強まった。同年10月25日、東京都知事の石原慎太郎は、たちあがれ日本の平沼赳夫らと新党を結成し国政復帰を目指すとして、都議会議長に辞職願を提出した。同日夕方、石原はたちあがれ日本の所属議員との会合で、副知事の猪瀬直樹を後継候補に挙げた。10月29日、東京都選挙管理委員会は臨時会を開き、石原の辞職に伴う知事選の日程を「11月29日告示、12月16日投開票」と決定した。11月14日、野田は首相官邸で会合を開き政府・民主党の幹部らと協議した結果、総選挙の日程を「12月4日公示、12月16日投開票」とする旨を決定した。このため都知事選と総選挙の執行日が同一となった。
同年12月16日の投開票の結果、猪瀬が他候補を大差で破り初当選を果たした。

## 選挙データ

### 告示日
- 2012年（平成24年）11月29日[1]

### 執行日
- 2012年（平成24年）12月16日[1]
  - 当日の投票時間帯：7:00 〜 20:00
  - 期日前投票：11月30日 〜 12月15日[10]
  - 開票:20:30 〜
  - 繰り上げ投票：12月15日
    - 小笠原村第2投票区（母島）[11]

### 同日選挙
- 第46回衆議院議員総選挙[12]（11月16日の衆議院解散[13]に伴うもの）
国政選挙と都知事選挙の同日執行は憲政史上初のことである。
- 東京都議会議員補欠選挙（12月7日 告示）
  - 世田谷区選挙区（花輪智史の世田谷区長選挙立候補に伴う退職による）
  - 葛飾区選挙区（樺山卓司の死去による）
  - 八王子市選挙区（石森孝志の八王子市長選挙立候補に伴う退職による）

### イメージキャラクター
- 東京都選挙管理委員会が、前回に引き続きAKB48のメンバーから選挙啓発のために3名を起用。キャッチフレーズは「こんどの都知事は、私が選ぶ」。CMソングには「永遠プレッシャー」が使用された。
  - AKB48（高橋みなみ・板野友美・横山由依[注 1]）

## 立候補者
9名、届け出順。
| 立候補者                         | 年齢 | 党派                                                                                      | 新現元 | 肩書き                                   |
| -------------------------------- | ---- | ----------------------------------------------------------------------------------------- | ------ | ---------------------------------------- |
| マック赤坂 （まっく あかさか）   | 64   | スマイル党                                                                                | 新     | スマイル党総裁、セラピスト               |
| トクマ （とくま）                | 46   | 幸福実現党                                                                                | 新     | 幸福実現党青年局長、ロックミュージシャン |
| 松沢成文 （まつざわ しげふみ）   | 54   | 無所属                                                                                    | 新     | 前神奈川県知事、元民主党衆議院議員       |
| 笹川堯 （ささがわ たかし）       | 77   | 都民のくらしを守る会                                                                      | 新     | 元自由民主党衆議院議員、元自民党総務会長 |
| 宇都宮健児 （うつのみや けんじ） | 66   | 無所属 （日本未来の党、共産党、社民党、緑の党、 新社会党、東京・生活者ネットワーク 支持） | 新     | 前日本弁護士連合会会長、弁護士           |
| 猪瀬直樹 （いのせ なおき）       | 66   | 無所属 （公明党、日本維新の会 支持・自民党 支援）                                         | 新     | 作家、前東京都副知事                     |
| 中松義郎 （なかまつ よしろう）   | 84   | 無所属                                                                                    | 新     | 発明家                                   |
| 吉田重信 （よしだ しげのぶ）     | 76   | 無所属                                                                                    | 新     | 元ネパール大使                           |
| 五十嵐政一 （いがらし まさいち） | 81   | 無所属                                                                                    | 新     | 社団法人『セリーマレーシア協会』副理事   |

### 立候補者の都政政策関連
- 赤坂…スマイルセラピーで東京革命（スマイル党公式ホームページ）
- トクマ…政策集（公式サイト6項目目）
- 笹川…東日本大震災を教訓にした、帰宅困難者対策などの防災強化。スポーツ振興。在任中は、給料・ボーナスを受け取らず福祉政策などに充てる[17]。
- 宇都宮…希望の政策（人にやさしい東京をつくる会公式ウェブサイト）
- 猪瀬…自助・共助・公助で、ひとりひとりが輝く首都を（公式サイト）
- 中松…新銀行東京は、審査を厳格化した上で中小企業への融資を続ける。2020年の夏季五輪東京招致は、都民に賛否を聞いたうえで決める。創造力で東京の経済・産業をよみがえらせる[18]。教育水準を世界一にする[19]。
- 五十嵐…東京の財源確保・景気回復などのため、築地の跡地・羽田空港跡地・お台場跡地にカジノをつくる。英語教育の充実[19]。

### 選挙のタイムライン
- 10月29日 - マックが記者会見で出馬を表明[20]
- 11月7日 - トクマが記者会見で出馬を表明[21]
- 11月8日 - 松沢が記者会見で出馬を表明[22]
- 11月9日 - 宇都宮が記者会見で出馬を表明[23]
- 11月13日
  - 吉田が記者会見で出馬を表明[24]
  - 笹川堯が記者会見で出馬を表明[17]
- 11月13日から19日の間 - 五十嵐政一が表明方法不明の出馬を表明[16]
- 11月19日 - 中松が記者会見で出馬を表明[25]
- 11月21日 - 猪瀬が記者会見で出馬を表明[26]
- 11月27日 - 五十嵐が記者会見で出馬を表明[27]

## 立候補を取りやめた人物
- 雄上統 - 真宗大谷派住職、作家
2012年11月8日、記者会見で出馬を表明[28]。
- 山口節生 - 不動産鑑定士
2012年11月14日、記者会見で出馬を表明[29]。

## 選挙結果

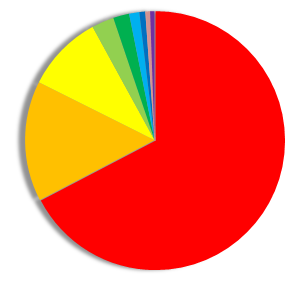
各候補の得票率（得票数の多かった順）

投票率は62.60%で、前回2011年の57.80%をやや上回った（前回比 +4.80%）。当日の有権者数は1061万9652人で、投票総数は644万7744票となった。
候補者別の得票数の順位・得票数、得票率・惜敗率・供託金没収概況は以下のようになった。供託金欄のうち「没収」とある候補者は、有効投票総数の10%を下回ったため全額没収された。得票率と惜敗率は未発表のため暫定計算とした（小数3位以下四捨五入）。
|      | 順位 | 候補者名    | 党派                 | 新現元 | 得票数    | 得票率 | 惜敗率 | 供託金 |
| ---- | ---- | ----------- | -------------------- | ------ | --------- | ------ | ------ | ------ |
| 当選 | 1    | ■猪瀬直樹   | 無所属               | 新     | 4,338,936 | 65.27% | ----   |        |
|      | 2    | ■宇都宮健児 | 無所属               | 新     | 968,960   | 14.58% | 22.33% |        |
|      | 3    | ■松沢成文   | 無所属               | 新     | 621,278   | 9.35%  | 14.32% | 没収   |
|      | 4    | ■笹川堯     | 都民のくらしを守る会 | 新     | 179,180   | 2.70%  | 4.13%  | 没収   |
|      | 5    | ■中松義郎   | 無所属               | 新     | 129,406   | 1.95%  | 2.98%  | 没収   |
|      | 6    | ■吉田重信   | 無所属               | 新     | 81,885    | 1.23%  | 1.89%  | 没収   |
|      | 7    | ■トクマ     | 幸福実現党           | 新     | 47,829    | 0.72%  | 1.10%  | 没収   |
|      | 8    | ■マック赤坂 | スマイル党           | 新     | 38,855    | 0.58%  | 0.90%  | 没収   |
|      | 9    | ■五十嵐政一 | 無所属               | 新     | 36,114    | 0.54%  | 0.83%  | 没収   |

前知事の石原から後継指名された猪瀬は石原都政の継承を訴え、公明党・日本維新の会など支援を受けて選挙戦を優位に進め、無党派層の票もまとめて他の候補を寄せ付けない圧勝となった。猪瀬が得た433万8936票は、個人として日本の選挙史上最多得票記録となった。
対抗の宇都宮は脱原発を掲げる市民団体から支援を受けたのを始め、日本共産党・社民党・日本未来の党などの支援を受けて立候補した。都知事選としては1983年の松岡英夫以来29年ぶりの共社共闘であったが、宇都宮が主張する脱原発そのものが大きな争点にならず得票数2位で、法定得票にも届かなかった。松沢は神奈川県知事時代の実績を強調しながら新銀行東京の清算などを訴えたが、東京での知名度不足が響き得票数3位止まりで供託金を没収される惨敗となった。

### その後
猪瀬は上記の通り史上最多の得票数で圧勝したものの、この選挙の直前に医療法人徳洲会グループから5000万円を受領していた徳洲会事件が発覚したため、当選から僅か1年後の2013年12月24日をもって辞職に追い込まれた。現職の東京都知事が不祥事によって任期途中で辞職したのは史上初である。
このため、2014年2月9日付で早くも2014年東京都知事選挙が行われたが、これによって当選した舛添要一も2016年6月に辞職を発表したため、2011年から5年の間に東京都知事選挙が4回も行われる異常事態となった。
2022年、猪瀬は第26回参議院議員通常選挙に日本維新の会より比例区で出馬し当選した。